# 관리영
관리영(管理營)은 조선시대에 서울인 한성부의 서북쪽 방어를 위해 설치한 군영(軍營)이다. 개성부(開城府) 북쪽에 대흥산성(大興山城)을 쌓고 방어 부대장으로 관리사를 임명하였다.

## 역사
1676년(숙종 2년)에 대흥산성이 완성하고 1680년(숙종 6년)에 산성을 방어하는 별도의 부대를 경리청이라는 이름으로 설치하였다. 1747년(영조 23년)에 관리사(管理使) 관직을 두었다. 정식으로 설치된 것은 1711년(영조 37년)이다.

## 관제
- 종2품 관리사(管理使) 1명 : 개성부 유수(留守) 겸임
- 정3품 중군(中軍) 1명 : 대흥산성 주둔 및 방어 책임자 (전임 무관)
- 종사관(從事官) 1명 : 개성부 경력(經歷) 겸임
- 별장(別將) 2명
- 천총(千摠) 3명
- 백총(百摠) 4명
- 파총(把摠) 6명
- 초관(哨官) 32명

## 같이 보기
- 오군영
- 경리청
- 장용영
- 진무영